# Helmholtz-Zentrum für Ozeanforschung Kiel
Das Geomar Helmholtz-Zentrum für Ozeanforschung Kiel (Eigenschreibweise: GEOMAR) ist eine der weltweit führenden Einrichtungen auf dem Gebiet der Meeresforschung mit Sitz in Europa. Aufgabe des Instituts ist die Untersuchung der chemischen, physikalischen, biologischen und geologischen Prozesse im Ozean und ihre Wechselwirkung mit dem Meeresboden und der Atmosphäre.

## Geschichte

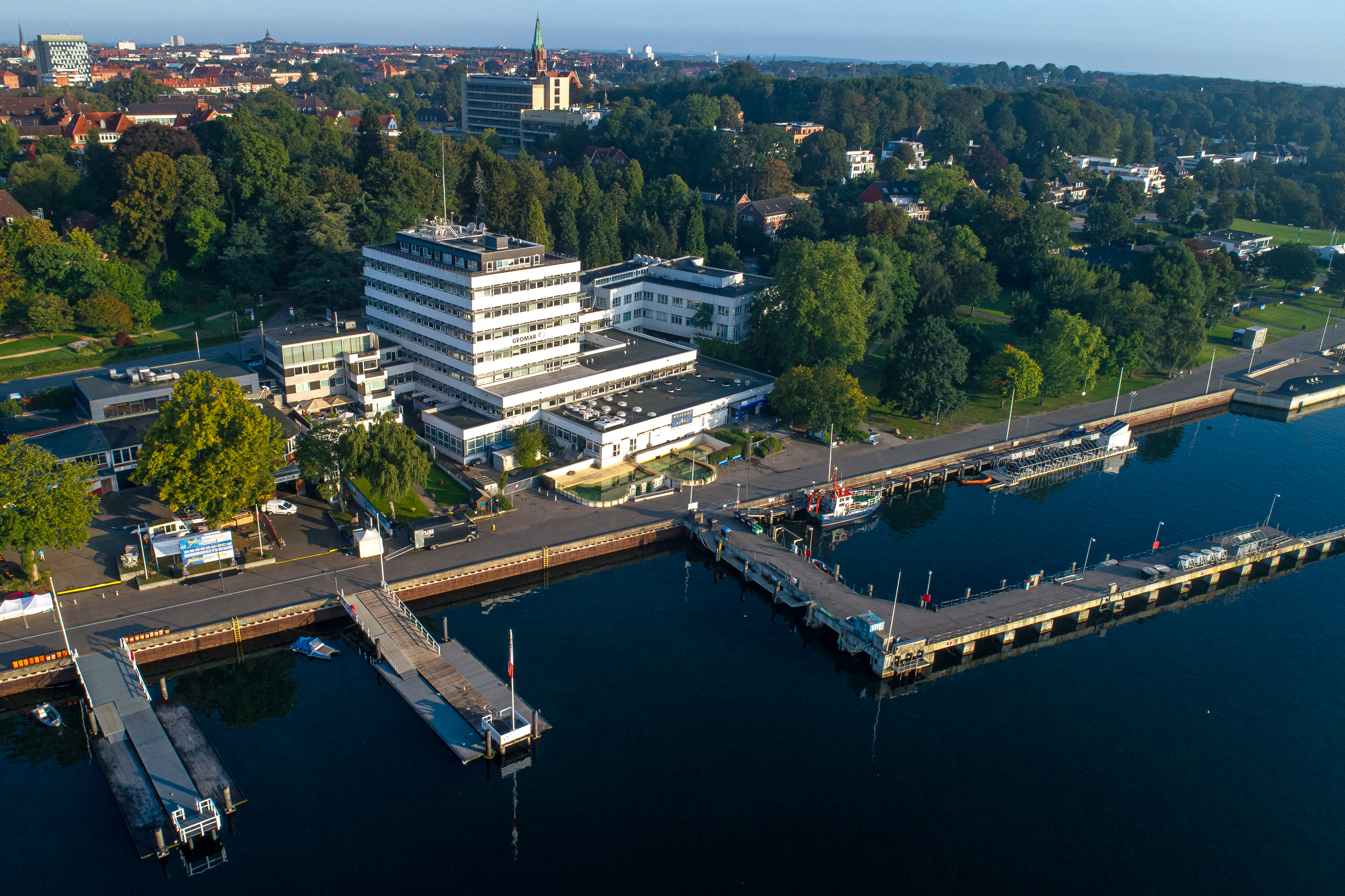
Luftbildaufnahme des GEOMAR am Westufer der Kieler Förde.

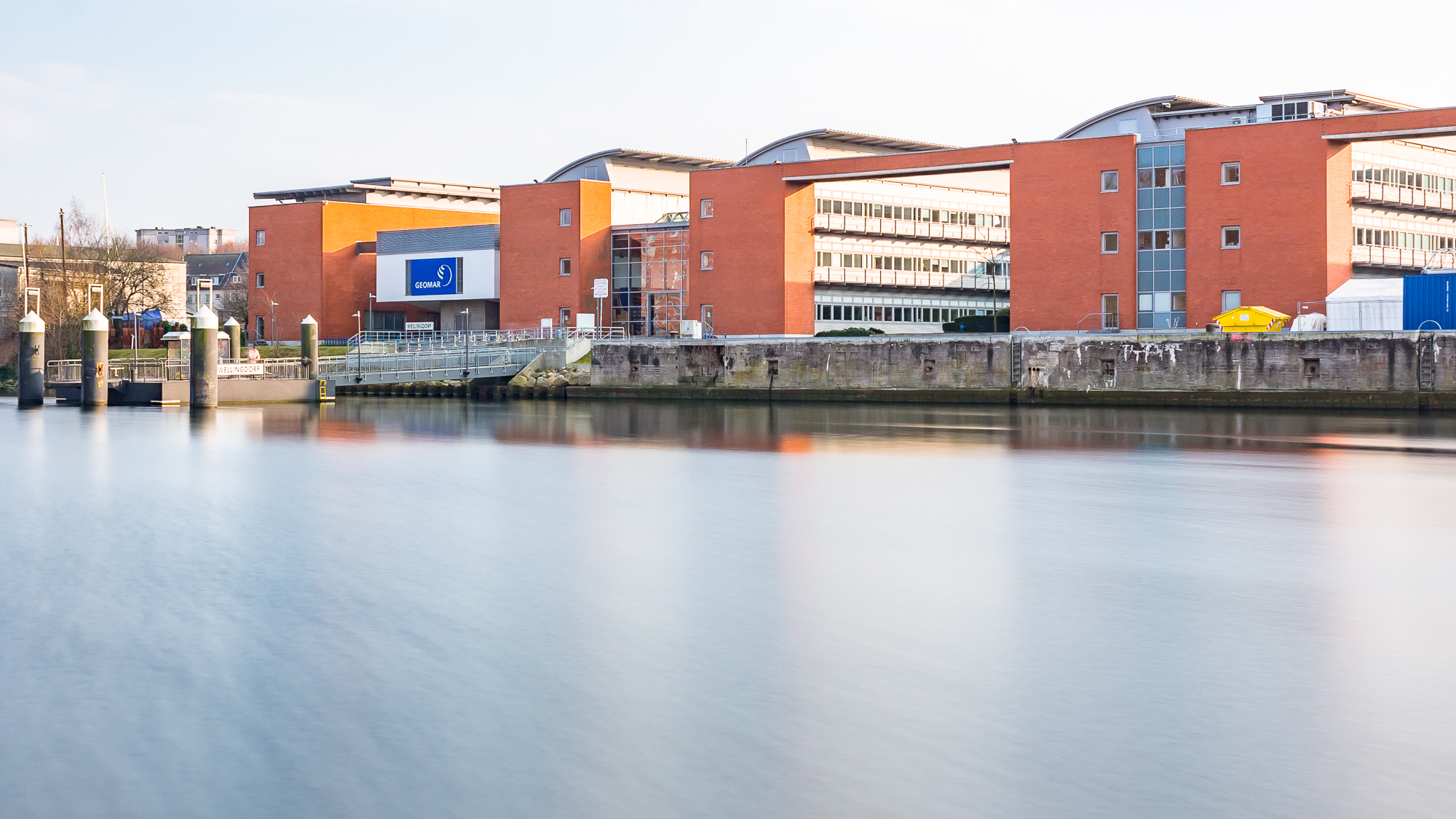
Das GEOMAR Helmholtz-Zentrum für Ozeanforschung Kiel am Ostufer

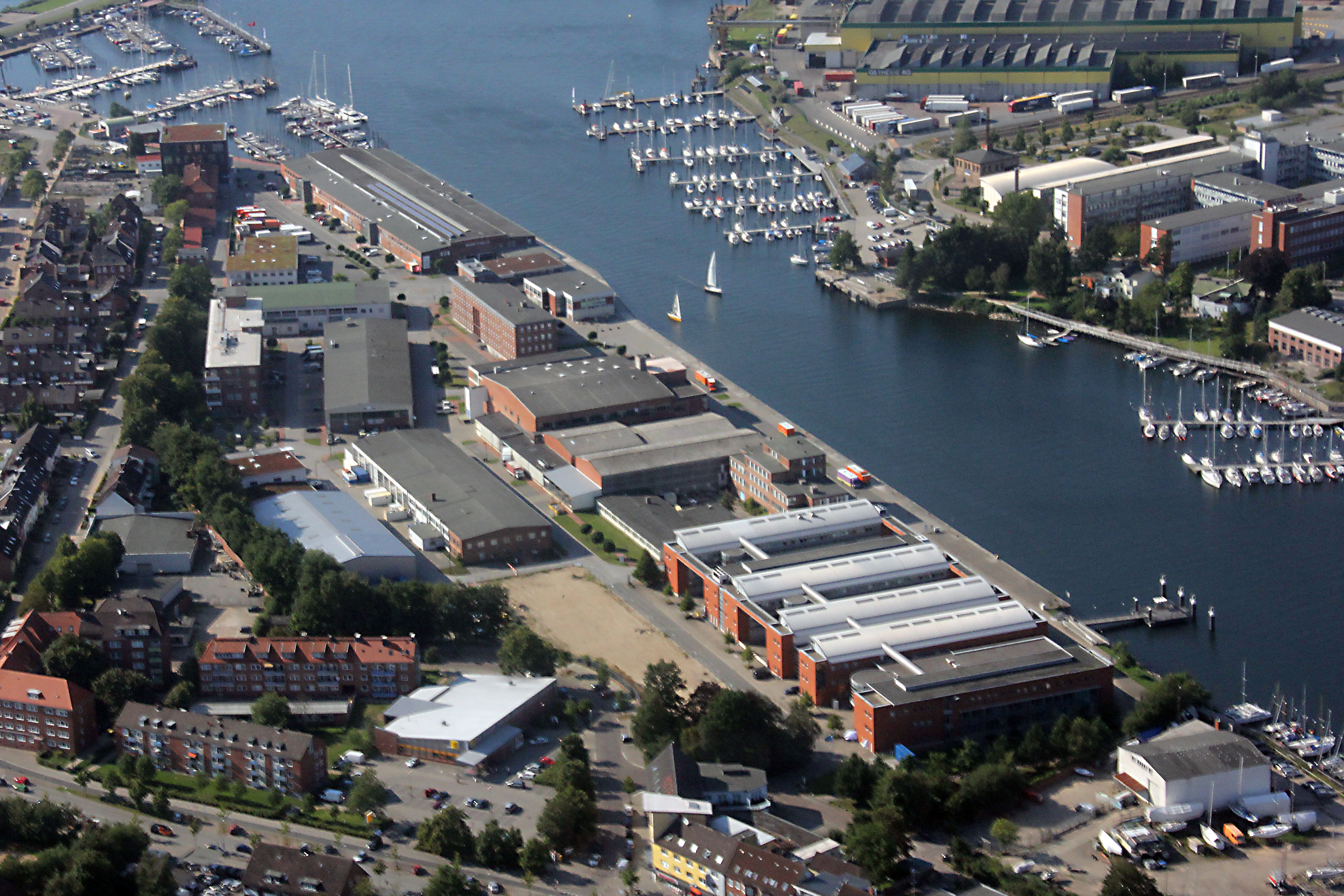
Luftbild des Standorts Ostufer, August 2015

Die Meeresforschung in Kiel hat eine lange Tradition und schuf im späten 19. Jahrhundert international herausragende Grundlagen.
Im Jahr 1870 wurde auf Bitte des Deutschen Fischerei-Vereins mit Unterstützung des Landwirtschaftsministeriums von Preußen die Preußische Kommission zur wissenschaftlichen Erforschung der deutschen Meere in Kiel gegründet. Sie errichtete zunächst eine Vielzahl von Beobachtungsstationen. Im Jahr 1883 begann ihr Mitglied Victor Hensen mit Forschungsfahrten durch die Kieler Bucht, die zum Verständnis des Planktons führten und die Biologische Ozeanographie schufen. Sie wurde ein Studiengang, getragen vom Institut für Meereskunde (IfM) und dem Forschungszentrum für marine Geowissenschaften (Geomar). Später wurde daraus eine Kooperation der Universität Kiel mit IFM-Geomar.
Im Jahr 1902 gründet die Kommission das „Laboratorium für die internationale Meeresforschung“, in dem physikalische, chemische und biologische Untersuchungen betrieben wurden. Ihre hydrographische Abteilung wurde von dem Kieler Geographen Otto Krümmel geleitet. Bis 1938 diente der Reichsforschungsdampfer Poseidon der Fischereiforschung in der Nord- und Ostsee.
Im Jahr 1937 wurde das Institut für Meereskunde Kiel als Universitätsinstitut von dem Zoologen Adolf Remane gegründet. Nach der Zerstörung des Instituts im Zweiten Weltkrieg wurde es unter Georg Wüst und Günter Dietrich wieder aufgebaut.
Im Juli 1987 gründete das Bundesland Schleswig-Holstein durch ein Gesetz die Stiftung für Marine Geowissenschaften (Geomar), eine Stiftung des öffentlichen Rechts zum Betrieb eines Forschungsinstituts. Standort wurde das Kieler Ostufer. Während sich das Institut für Meereskunde mit den physikalischen, chemischen und biologischen Prozessen im Meer und der Wechselwirkung mit der Atmosphäre beschäftigte, standen bei Forschung des Geomar die geologischen, geophysikalischen und geochemischen Prozesse des Meeresbodens und der Interaktion mit der Wassersäule im Vordergrund.
Im Jahr 2004 wurde das Leibniz-Institut für Meereswissenschaften (IFM-Geomar) gebildet aus der „Stiftung für Marine Geowissenschaften“ (GEOMAR) und dem „Institut für Meereskunde an der Christian-Albrechts-Universität zu Kiel“ (IfM). Es war wie das heutige Geomar eine außeruniversitäre Forschungseinrichtung mit Sitz in Kiel. Seine Forschungsaktivitäten waren der anwendungsorientierten Grundlagenforschung der Ozeanografie, der Geologie und der Meteorologie zuzuordnen. Das Institut war eine rechtsfähige Stiftung des öffentlichen Rechts des Landes Schleswig-Holstein, Mitglied der Wissenschaftsgemeinschaft Gottfried Wilhelm Leibniz (WGL) und ein An-Institut der Christian-Albrechts-Universität zu Kiel.
2012 wurde die Forschungseinrichtung in die Helmholtz-Gesellschaft überführt und heißt seitdem Geomar Helmholtz-Zentrum für Ozeanforschung Kiel. Dadurch ist eine hauptsächliche Finanzierung durch den Bund (Anteil 90 %) gegeben. Direktor des Leibniz-Zentrums und von dessen Nachfolger, dem Helmholtz Zentrum, war von 2004 bis 2020 Peter M. Herzig.

## Aufgaben
Forschungsschwerpunkte sind:
- Ozeanzirkulation und Klimadynamik
- Marine Biogeochemie
- Marine Ökologie
- Dynamik des Ozeanbodens

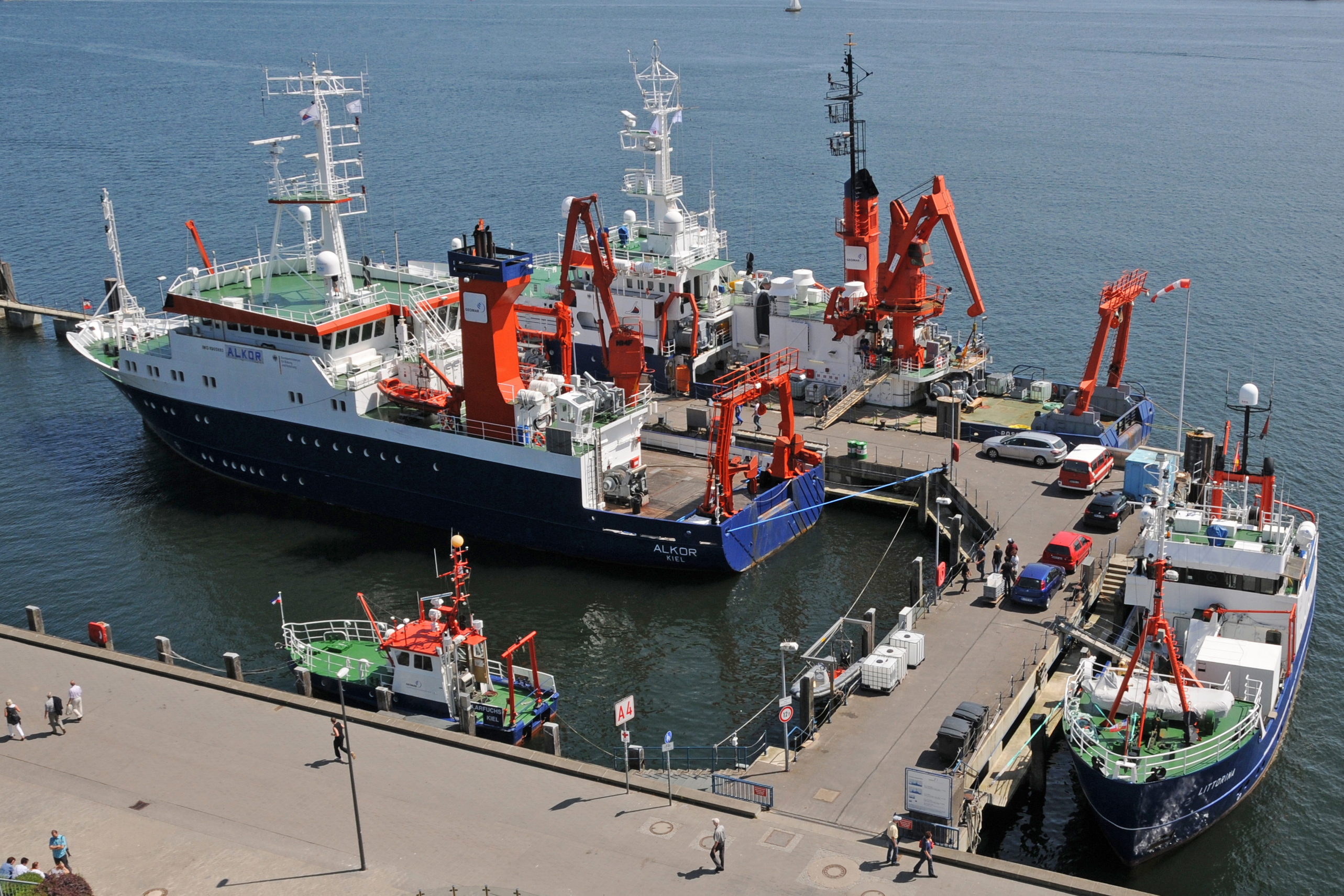
Die Forschungsschiffe des GEOMAR an der Pier Westufer

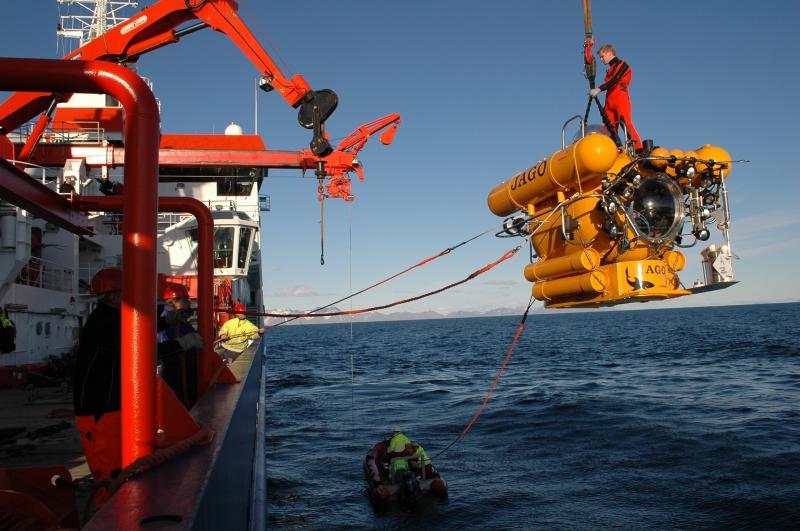
Das am Geomar stationierte Tauchboot Jago wird während der Expedition MSM21/4 vor der Küste Spitzbergens von dem Forschungsschiff MARIA S. MERIAN aus ausgesetzt.

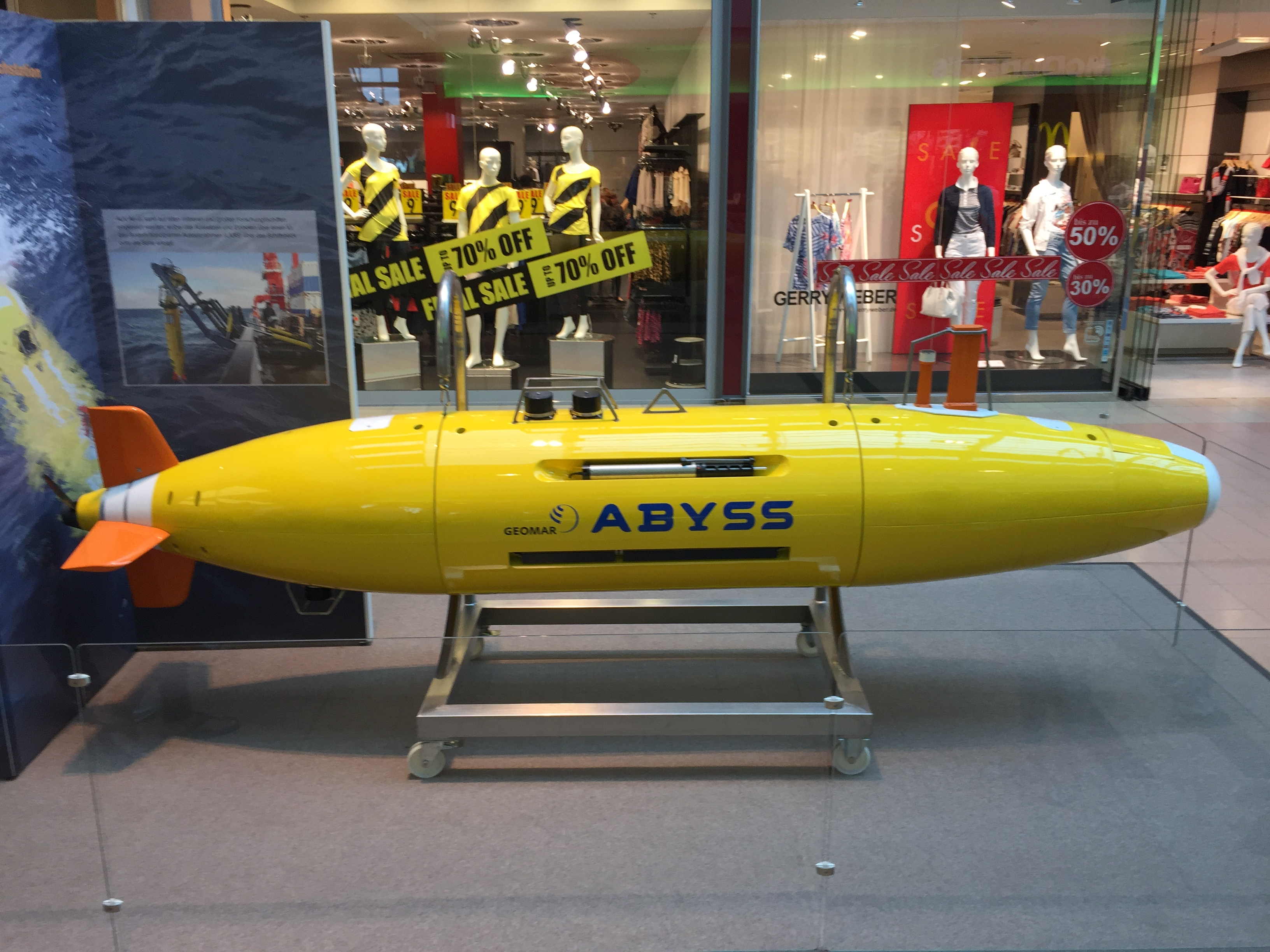
Unterwasserfahrzeug ABYSS (Modell in Originalgröße)

Hinzu kommen Großprojekte in der Grundlagenforschung wie der Exzellenzcluster „Ozean der Zukunft“ sowie anwendungsbezogene Fragestellungen.
In Kooperation mit der Christian-Albrechts-Universität zu Kiel ist das Geomar an mehreren, teils international ausgerichteten Studiengängen im Bereich der Meereswissenschaften beteiligt.
Geomar ist Mitglied der Helmholtz-Gemeinschaft, des Deutschen Klima-Konsortiums, des Konsortiums Deutsche Meeresforschung sowie des European Marine Boards und beschäftigt etwa 1000 Mitarbeiter (Stand 2019).

### Forschung
Das Institut gliederte sich in die vier zentralen Bereiche „Ozeanzirkulation und Klimadynamik“, „Marine Biogeochemie“, „Marine Ökologie“ und „Dynamik des Ozeanbodens“ sowie den Sonderforschungsbereich (SFB) der Deutschen Forschungsgemeinschaft, den SFB 754 „Biogeochemische Wechselwirkungen im Tropischen Ozean“.
Es betreibt die Forschungsschiffe Alkor, Littorina sowie das Forschungsboot Polarfuchs und betrieb bis 2021 das einzige deutsche bemannte Forschungstauchschiff Jago.
Zum Institut gehört eine eigene Pier für die Forschungsschiffe. Ferner betreibt das GEOMAR drei Tiefseeroboter: das ferngesteuerte Unterwasserfahrzeug ROV Kiel 6000 mit einer maximalen Tauchtiefe von 6000 Metern, das autonome Unterwasserfahrzeug AUV Abyss sowie seit Januar 2011 das ferngesteuerte Unterwasserfahrzeug ROV PHOCA mit einer maximalen Tauchtiefe von 3000 Metern.
An das Institut angegliedert ist außerdem das öffentliche Aquarium mit Seehundebecken an der Kiellinie.

### Lehre
Neben der Lehre im Rahmen der Hochschulkooperation wurde am GEOMAR das Programm GAME (Global Approach By Modular Experiments) für Master-Studenten initiiert. Ziel des Programms ist die Untersuchung der Auswirkungen von Einflussfaktoren des sogenannten „Global Change“ auf Ökosysteme in den Küstengebieten der Erde. Dazu werden jedes Jahr in über zehn Ländern weltweit parallel biologisch-ozeanographische Experimente oder Untersuchungen durchgeführt. Mit möglichst vergleichbaren Datensätzen sollen Aussagen zur globalen Entwicklung bestimmter maritimer Themenfelder gemacht werden. Martin Wahl baute das Programm zusammen mit den Forschungspartnern des GEOMAR auf. Es wird weitgehend durch Drittmittel von Sponsoren aus der Zivilgesellschaft und der maritimen Wirtschaft finanziert.

## Kooperationen
Geomar bildet in Kooperation mit der Christian-Albrechts-Universität zu Kiel Studenten im Bachelor-Studiengang „Physik des Erdsystems: Meteorologie – Ozeanographie – Geophysik“ sowie in den englischsprachigen Masterstudiengängen „Biological Oceanography“ und „Climate Physics: Meteorology and Physical Oceanography“ aus. Ferner werden Beiträge zu verschiedenen Studiengängen (Chemie, Geologie, Mineralogie und Geophysik) geleistet.

## Mitgliedschaft
- Deutsche Allianz für Meeresforschung
- Deutsches Klima-Konsortium

## Finanzierung
Das Geomar erhält seine Grundfinanzierung nach dem in der Helmholtz-Gemeinschaft üblichen Schlüssel zu 90 % vom Bund und zu 10 % vom Sitzland.
Für das Jahr 2018 waren für die Grundfinanzierung des Instituts in den Haushaltsplänen insgesamt 55 Millionen Euro veranschlagt. Hinzu kommen Drittmittel. Das Institut hatte zuletzt einen Etat in Höhe von etwa 80 Millionen Euro und rund 1000 Mitarbeiter.